# Сан (группа)
Сан (серб. Сан, перевод Сон) — югославская рок-группа из города Белград. Группа была основана композитором Александром Иличем в 1971 году, и распалась в 1975 году после гибели вокалиста Предрага Йовичича.

## История
Музыкальный коллектив «Сан» был основан в 1971 году клавишником и композитором Саней Иличем. Он собрал бывших участников из музыкальных групп  «Смели», «Самольники», «Беле Вишне» и «Враголани». Состав группы — Илич (клавишник), Предраг Йовичич (вокал), Александр Славкович (гитара), Драгослав Йованович (бас-гитара) и Александр Грушич (ударные).
В 1971 году коллектив записал первый сингл «Tebe sam želeo», с песнями Tebe sam želeo и Helena на пластинках PGP-RTB. В 1973 году был выпущен второй сингл — «Papirni brodovi» с песнями Papirni brodovi и Hej, malena. В следующем году были выпущены ещё три пластинки: первая — песни Legenda и Milena, вторая — Jedan svet za sve и Srce na dlanu, и третья — Anabela и Zvezda ljubavi. С песней Legenda группа заняла второе место на фестивале Омладина в Суботице в 1974 году.
2 февраля 1975 года во время концерта в зале Чаир в Нише погиб Предраг Йовичич от удара электрическим током. После этого группа «Сан» распалась.

## После распада
После распада группы Александр Илич продолжил музыкальную карьеру как композитор.
В 1975 году группа «Pop Mašina» выпустила песню Rekvijem za prijatelja, посвящённую Предрагу Йовичичу. Песня была написана участником группы «S Vremena Na Vreme» Любой Нинкович.
В 1977 году бывшие участники группы совместно с группой «Май» и исполнителями Здравко Чоличем, Дадо Топичем, Бисера Велетаничем, Зденка Ковачичком и Златко Пеяковичем
записали альбом Uspomene в память Йовичича.
В 1994 году песня Legenda была включена в сборник песен студии звукозаписи Комуна Sve smo mogli mi: Akustičarska muzika.

## Дискография

### Синглы
- "Tebe sam želeo" / "Helena" (1971)
- "Papirni brodovi" / "Hej, malena" (1973)
- "Legenda" / "Milena" (1974)
- "Jedan svet za sve" / "Srce na dlanu" (1974)
- "Anabela" / "Zvezda ljubavi" (1974)